# 下台子站
下台子站是一个京承线上的铁路车站，位于河北省承德市兴隆县李家营乡下台子村，建于1957年，目前为四等站，邮政编码为067300。目前客运：办理旅客乘降；行李、包裹托运；货运：办理整车、零担货物发到。
张唐铁路在该站东侧上跨京承线。